# Berberianschool

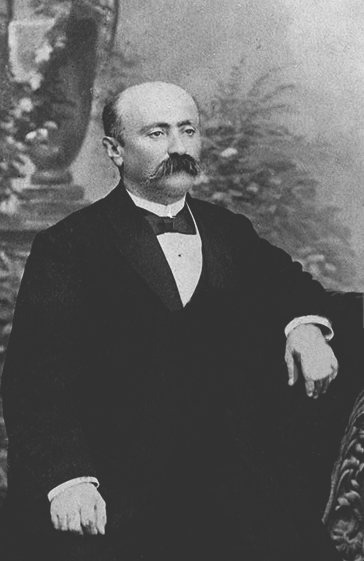
Reteos Berberian, oprichter van de school

De Berberianschool was een Armeense school in het Ottomaanse Rijk. De school werd opgericht in 1876 in Scutari (Constantinopel) door Reteos Berberian. De school stond bekend om haar hoge kwaliteit en bereidde studenten voor op toegang tot de beste universiteiten van Europa. Onder andere Schahan Berberian, Hovhannes Hintliyan, Armen Lubin, Hrand Nazariantz, Ruben Sevak waren leerlingen aan de school.
Het motto van de school, ontleend aan de brief van Paulus aan de Filippenzen, is te zoeken naar "alles wat juist, alles wat zuiver, alles wat lieflijk, alles wat de moeite waard, alles wat deugdzaam en prijzenswaardig is". Het leerplan en de methodologie van de school, die door Berberian zelf werden vormgegeven, hadden tot doel specifieke morele en spirituele waarden bij te brengen. Het leerplan werd later uitgebreid met vreemde talen en sociale wetenschappen.
Berberian was directeur van de school tot aan zijn dood in 1907. De daaropvolgende directeuren waren Petros Karapetian (1907-1909), gevolgd door de zonen van Berberian, Onnik (1909-1911) en Shahan (1911-1922). Tussen 1914 en 1918 was de school gesloten als gevolg van de Eerste Wereldoorlog en de Armeense genocide. In 1924 verhuisde de school naar Cairo (Egypte) waar zij uiteindelijk in 1934 om financiële redenen werd gesloten.